# Henry Largie
Henry Largie (31 de diciembre de 1940 - noviembre de 2020) fue un futbolista jamaiquino que jugaba como defensor.

## Trayectoria
Jugó con el club de fútbol YMCA en 1959 y continuó jugando hasta la temporada de 1966. En 1966 jugó en el extranjero en la National Soccer League con Sudbury Italia.
Después de la conclusión de la temporada de la NSL reanudó el juego en la American Soccer League con Baltimore St. Gerards. En 1967 jugó en la National Professional Soccer League con los Atlanta Chiefs.
En 1968, jugó en la recién formada North American Soccer League con los Baltimore Bays.
Durante el resto de la temporada jugó con rivales de la liga Washington Whips. Regresó a su antiguo equipo Atlanta Chiefs para la temporada de 1969.
En 1971, participó en la final de la NASL, pero Atlanta fue derrotado por Dallas Tornado. Jugó su última temporada con Atlanta en 1972.

## Clubes
| Club                  | País           | Año       |
| --------------------- | -------------- | --------- |
| YMCA                  | Jamaica        | 1959-1966 |
| Sudbury Italia        | Canadá         | 1966      |
| Baltimore St. Gerards | Estados Unidos | 1966      |
| Atlanta Chiefs        | Estados Unidos | 1967      |
| Toronto Falcons       | Canadá         | 1967      |
| Baltimore Bays        | Estados Unidos | 1968      |
| Washington Whips      | Estados Unidos | 1969      |
| Atlanta Chiefs        | Estados Unidos | 1969-1972 |